# ثجمة بنقوسية
ثِجْمَة بُنْقُوسِيَّة عشبة معمرة. حعثنتها لحمية. ساقها قصيرة تعلو نحو 20 سم. أوراقها مركبة من خمس أو سبع وريقات فضفاضة. أزهارها بنقوسية رأسية الارتكاز قصيرة المعاليق زرقاء اللون. تنويرها يستمر من أيار إلى حزيران.
- أزهار مائلة إلى الزرقة